# Francisco D'Angelo
Francisco Amílcar D'Angelo Berlangieri (Montevideo, Uruguay, 18 de diciembre de 1934-Montevideo, Uruguay, 5 de noviembre de 2014), fue un magistrado uruguayo, quien se desempeñó como miembro del Tribunal de lo Contencioso Administrativo entre 1981 y 1985.

## Primeros años
Nació en Montevideo el 18 de diciembre de 1934,hijo de Francisco D'Angelo y de Esmeralda Rosa Berlangieri. 
Cursó estudios en la Facultad de Derecho de la Universidad de la República, donde obtuvo el título de abogado en 1962.

## Juez de Paz
Ese mismo año comenzó su carrera judicial, desempeñándose como Juez de Paz de la primera sección judicial de Colonia, con sede en Colonia del Sacramento.

## Juez Letrado en el interior
En febrero de 1965 fue ascendido al cargo de Juez Letrado de Durazno.
En 1969 fue trasladado al Juzgado Letrado de Canelones.

## Juez Letrado en la capital
En 1970 ascendió a cumplir funciones en Montevideo como Juez Letrado en lo Civil de Décimo Turno,cargo en el que permaneció durante siete años.

## Tribunal de Apelaciones
En noviembre de 1977 recibió un nuevo ascenso al ser nombrado ministro del Tribunal de Apelaciones en lo Civil de Primer Turno.Integró dicho tribunal por espacio de casi cuatro años.

## Tribunal de lo Contencioso Administrativo
El 10 de julio de 1981 fue elegido en forma unánime por el Consejo de la Nación, a propuesta del Poder Ejecutivo, como miembro del Tribunal de lo Contencioso Administrativo, para cubrir la vacante generada por el retiro de Miguel Fernández Viqueira.
Mediante el dictado del Decreto Constitucional-Acto Institucional número 8, el 1 de julio de 1977, en el marco de la dictadura cívico militar instaurada en 1973, se habían modificado las normas constitucionales referentes a dicho tribunal, dejando de funcionar en forma independiente de los poderes del Estado y pasando a depender administrativamente del Poder Ejecutivo bajo la denominación de Justicia Administrativa.
El 10 de noviembre de 1981 se dictó el Decreto Constitucional-Acto Institucional número 12, que derogó el número 8 y restableció la autonomía del TCA como organismo respecto del Ministerio de Justicia.
Al finalizar la dictadura militar, la Asamblea General democráticamente electa que asumió funciones el 15 de febrero de 1985 resolvió, en sesión celebrada en la noche del 6 al 7 de mayo, declarar vacantes la totalidad de los cargos de la Suprema Corte de Justicia y del Tribunal de lo Contencioso Administrativo, por entender que los integrantes que permanecían en ella (en el caso del TCA, D'Angelo, Carlos Maestro Toletti, Orlando Olmedo, Héctor Clavijo y José Julio Folle) carecían de investidura legítima por haber sido designados durante el período dictatorial, y entendió que el plazo de 90 días con que contaba para llenar dichas vacantes corría a partir de la instalación del Parlamento.Los integrantes del TCA acataron la decisión y presentaron su renuncia.
Al borde de finalizar el plazo constitucional, el 15 de mayo de 1985, la Asamblea General eligió a los nuevos integrantes del Tribunal, José Roberto Figueroa Martínez, Luis Alberto Galagorri, Luis Torello, Manuel Díaz Romeu y Folle, siendo este el único reelecto y que continuó en su cargo de los actuantes en el período anterior.

## Fallecimiento
Francisco D'Angelo falleció en Montevideo el 5 de noviembre de 2014, poco antes de cumplir 80 años de edad.